# João Filipe Pereira
João Filipe Pereira (Tauá, 23 de março de 1861 — Rio de Janeiro, 5 de maio de 1950) foi um engenheiro e político brasileiro.
Foi um engenheiro civil, formado pela Escola Politécnica do Rio de Janeiro, também foi presidente do Clube de Engenharia do Rio de Janeiro.
Na política, foi ministro das Relações Exteriores, de 30 de junho a 7 de outubro de 1893, e também ministro dos Transportes do governo Floriano Peixoto, de 8 de setembro de 1893 a 24 de abril de 1894, além de prefeito do então Distrito Federal, de 1900 a 1901.